# Nicholas Goodrick-Clarke
Nicholas Goodrick-Clarke (* 15. Januar 1953 in Lincoln; † 29. August 2012) war ein britischer Historiker und Religionswissenschaftler. Er war Direktor des Exeter Centre for the Study of Esotericism (EXESESO) und Inhaber des Lehrstuhls „Westliche Esoterik“ an der University of Exeter.

## Leben
Nicholas Goodrick-Clarke studierte Germanistik, Kulturgeschichte und Wirtschaft und erhielt seinen Bachelor of Arts 1974 von der University of Bristol. Er promovierte 1982 bei Norman Cohn, Bryan R. Wilson und Peter Pulzer an der University of Oxford. Von 1978 bis 1982 war er Lehrer in Perth (Schottland), Schelklingen und Cambridge. Von 1982 bis 1985 arbeitete er als Manager bei der Chase Manhattan Bank in London.
Sein Buch The Occult Roots of Nazism (1985), das auf seiner Dissertation basiert und in zwölf Sprachen übersetzt wurde, ist das Standardwerk über die Ariosophie des frühen 20. Jahrhunderts und ihren Bezug zum Nationalsozialismus.
Als Wissenschaftler fand Goodrick-Clarke erst 2002 eine Anstellung als Research Fellow an der University of Lampeter in Wales. 2005 erhielt er einen Lehrstuhl an der University of Exeter, den er bis zu seinem Tod innehatte.
Goodrick-Clarke war Mitglied der Society of Authors, im Scientific & Medical Network, Senior-Fellow der St Edmund Hall, Vize-Vorsitzender des Keston Institute (Oxford) und Mitglied des Gremiums der European Society for the Study of Western Esotericism (ESSWE). Des Weiteren war er Herausgeber der Buchreihen Essential Readings und Western Esoteric Masters.
Goodrick-Clarke lebte in Brighton und war seit 1985 mit Clare Goodrick-Clarke, die am selben Institut in Exeter lehrt, verheiratet. Er starb 2012 im Alter von 59 Jahren an Bauchspeicheldrüsenkrebs.

## Publikationen
- The Occult Roots of Nazism: The Ariosophists of Austria and Germany, 1890–1935. Aquarian Press, Wellingborough 1985; NYU Press, New York 1992, ISBN 0-8147-3060-4. 
  - Die okkulten Wurzeln des Nationalsozialismus. Leopold Stocker Verlag, Graz 1997, ISBN 3-7020-0795-4; Marix Verlag, Wiesbaden 2004, ISBN 3-937715-48-7.
- Enchanted City. Arthur Machen and Locality: Scenes from His Early London Years, 1880–85. Caermaen Press, London 1987, ISBN 0-948482-03-6.
- Hitler’s Priestess: Savitri Devi, the Hindu-Aryan Myth and Neo-Nazism. NYU Press, New York 1998, ISBN 0-8147-3110-4.
- Black Sun: Aryan Cults, Esoteric Nazism, and the Politics of Identity. NYU Press, New York 2002, ISBN 0-8147-3124-4.
  - Im Schatten der Schwarzen Sonne: Arische Kulte, Esoterischer Nationalsozialismus und die Politik der Abgrenzung. Marix, Wiesbaden 2009, ISBN 978-3-86539-185-8.
- Helena Petrovna Blavatsky. North Atlantic Books, Berkeley 2004, ISBN 1-55643-457-X. (Western Esoteric Masters Series).
- Paracelsus: Essential Readings. North Atlantic Books, Berkeley 2005, ISBN 1-55643-316-6.
- G.R.S. Mead and the Gnostic Quest. North Atlantic Books, Berkeley 2005, ISBN 1-55643-572-X.
- The Western Esoteric Traditions: A Historical Introduction. Oxford University Press, 2008, ISBN 978-0-19-532099-2.